# NGC 4240
NGC 4240 est une galaxie elliptique située dans la constellation de la Vierge. NGC 4240 a été découverte par l'astronome allemand Wilhelm Tempel en 1875. Cette galaxie a aussi été observée par l'astronome américain Lewis Swift le 27 avril 1886 et elle a été inscrite au catalogue NGC sous la désignation NGC 4243.

## Caractéristiques

### Distance
Sa vitesse par rapport au fond diffus cosmologique est de 2 346 ± 30 km/s, ce qui correspond à une distance de Hubble de 34,6 ± 2,5 Mpc (∼113 millions d'al).